# Itapaci
Itapaci là một đô thị thuộc bang Goiás, Brasil. Đô thị này có diện tích 956,126 km², dân số năm 2007 là 14876 người, mật độ 15,6 người/km².